# Piscina olímpica
Una piscina olímpica és un tipus de piscina utilitzada als Jocs Olímpics i a altres proves llargues.

## Especificacions
| Llargada               | 50 m                                                              |
| Amplada                | 25 m                                                              |
| Nº de carrers          | 8                                                                 |
| Amplada de cada carrer | 2.5 m                                                             |
| Temperatura            | 25–28 °C (77–82.4°F)                                              |
| Intensitat de llum     | > 1500 lux                                                        |
| Profunditat            | 2.0 m com a mínim                                                 |
| Volum                  | 2,500 m³ o 2,500,000 litres com a mínim (depèn de la profunditat) |

Hi ha d'haver dos espais de 2,5 m als costats dels carrers 1 i 8 (de fet, dos carrers buits). La longitud de 50 metres (164 peus) ha d'estar entre els coixins de tacte, si s'utilitzen.

Un diagrama simplificat dels estàndards de la FINA per a una piscina de curs llarg, usada en els Campionats Mundials i en els Jocs Olímpics d'Estiu.